# Lambertusstraße 6 (Düsseldorf)

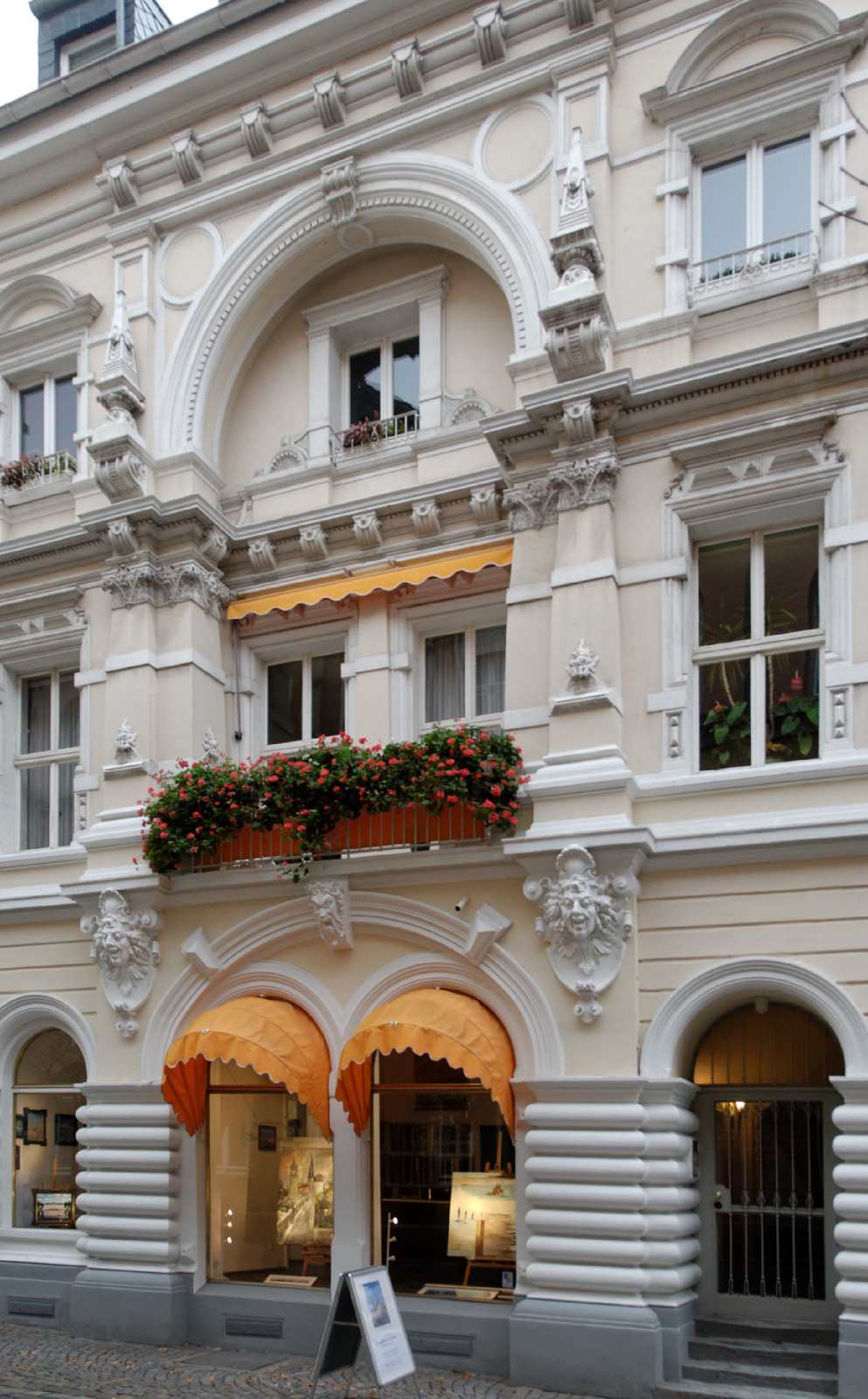
Haus Lambertusstraße 6

Das denkmalgeschützte Wohnhaus mit Geschäftsräumen Lambertusstraße 6 in Düsseldorf wurde 1882 nach Entwürfen des Architekten A. Degen errichtet. Die Fassade wurde von Otto van Els und Bruno Schmitz im historistischen Stil des Neobarock gestaltet.

## Beschreibung
Das Gebäude ist dreigeschossig und traufständig. Der mittlere Fassadenteil ist als Risalit ausgebildet, dessen Erdgeschoss zeigt zwei Rundbogenfenster. Diese werden durch einen Korbbogen zusammengefasst, dessen Bogenscheitel eine Maske zeigt. Ein Gesims trennt das Erdgeschoss vom Obergeschoss. Der Mittelrisalit erweckt auf Obergeschosshöhe den Eindruck einer zweigeschossigen Loggia, die im ersten Obergeschoss von Pilastern flankiert wird.

## Kunstgeschichtliche Bedeutung
Das Haus zeigt eine architektonisch aufwändig gestaltete Fassade, weswegen das Gebäude unter Denkmalschutz gestellt wurde:

„Das Haus gehört zu den qualitätsvollsten historistischen Bauten der Stadt.“

## Geschichte
Buchbinder Peter Guntermann hatte im Oktober 1864 sein Geschäft auf der Altestadt gegründet und knappe zwanzig Jahre später die Häuser Lambertusstraße 4 und 6 gebaut. Seitdem existiert hier das Geschäft „Einrahmung Guntermann“ mit Vergolderei.